# Deb Haaland

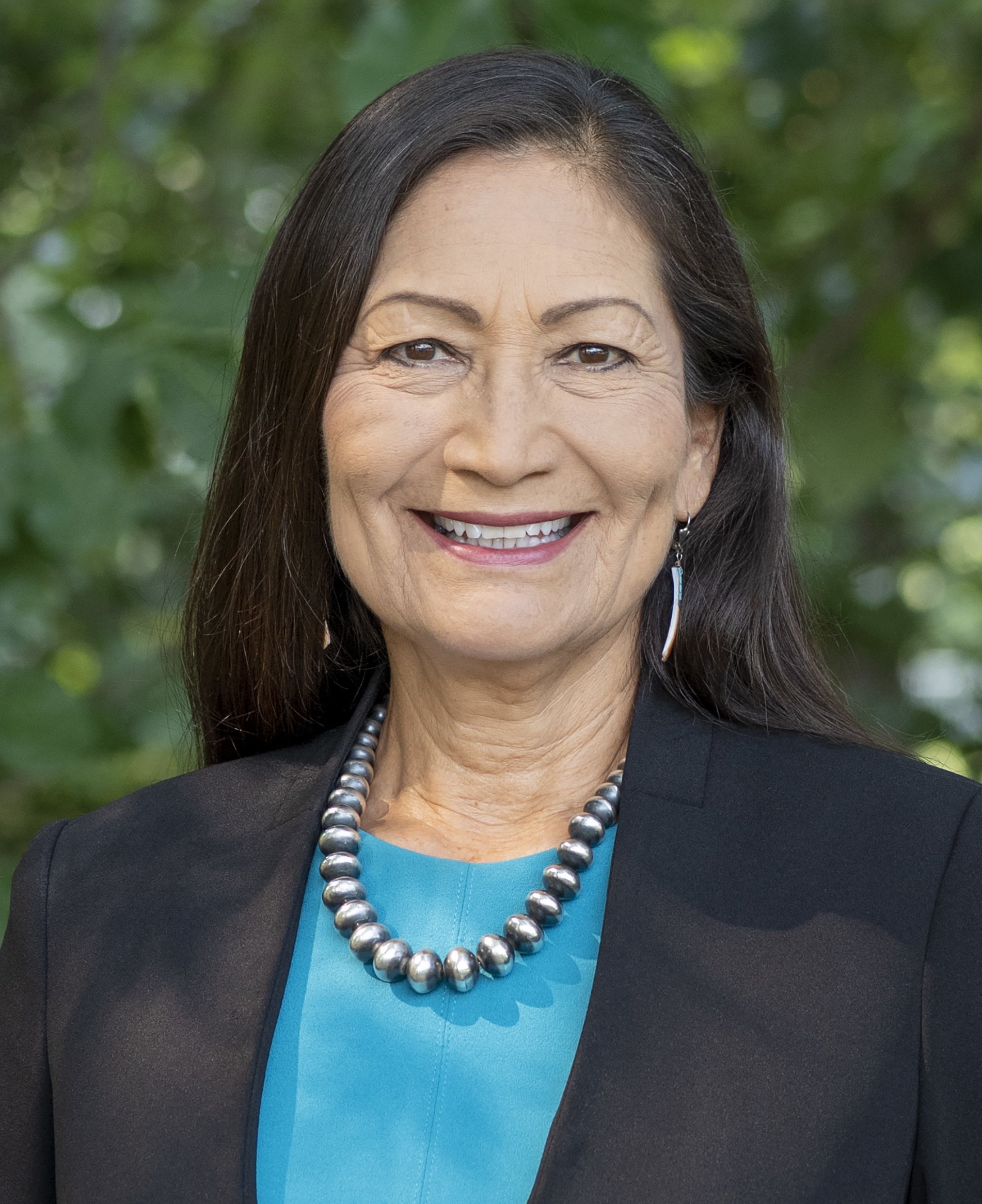
Deb Haaland (2021)

Debra Anne „Deb“ Haaland (* 2. Dezember 1960 in Winslow, Arizona) ist eine US-amerikanische Politikerin der Demokratischen Partei. Haaland amtierte vom 16. März 2021 bis 20. Januar 2025 als Innenministerin der Vereinigten Staaten im Kabinett von US-Präsident Joe Biden. Von Januar 2019 bis März 2021 war Haaland Abgeordnete für den 1. Kongresswahlbezirk des Bundesstaates New Mexico im Repräsentantenhaus der Vereinigten Staaten.

## Kindheit und Familie
Haalands Mutter gehört zum Volk der Laguna, ihr Vater ist norwegischer Abstammung. Als Tochter eines Mitgliedes des United States Marine Corps wuchs Haaland an verschiedenen Orten in den Vereinigten Staaten auf.
Als Kind erlebte Haaland die Pueblo-Kultur während der sommerlichen Aufenthalte bei ihren Großeltern mütterlicherseits in Mesita, New Mexico, einem Dorf auf dem Territorium der Laguna-Pueblo im Norden des Bundesstaats.
Im Jahr 1994 wurde sie Mutter einer Tochter, die sie lange Zeit allein erzog.

## Studium
Haaland studierte an der University of New Mexico in Albuquerque und erreichte dort im Jahr 1994 einen Abschluss als Bachelor of Arts in Englisch. 2006 schloss sie zudem ihr Jurastudium an der University of New Mexico mit dem akademischen Grad Juris Doctor ab.

## Berufsleben
Von 2010 bis 2015 saß Haaland im Aufsichtsrat und war zeitweise Vorsitzende der 1998 gegründeten Laguna Development Corporation, die Glücksspielhäuser und weitere kommerzielle Unternehmen verwaltet, um mit deren Erlösen für das Wohlergehen der Gemeinden und der Mitglieder der Laguna Pueblo zu sorgen. Von 2013 bis 2015 arbeitete sie als Verwalterin für den San Felipe Pueblo.

## Politik

### New Mexico

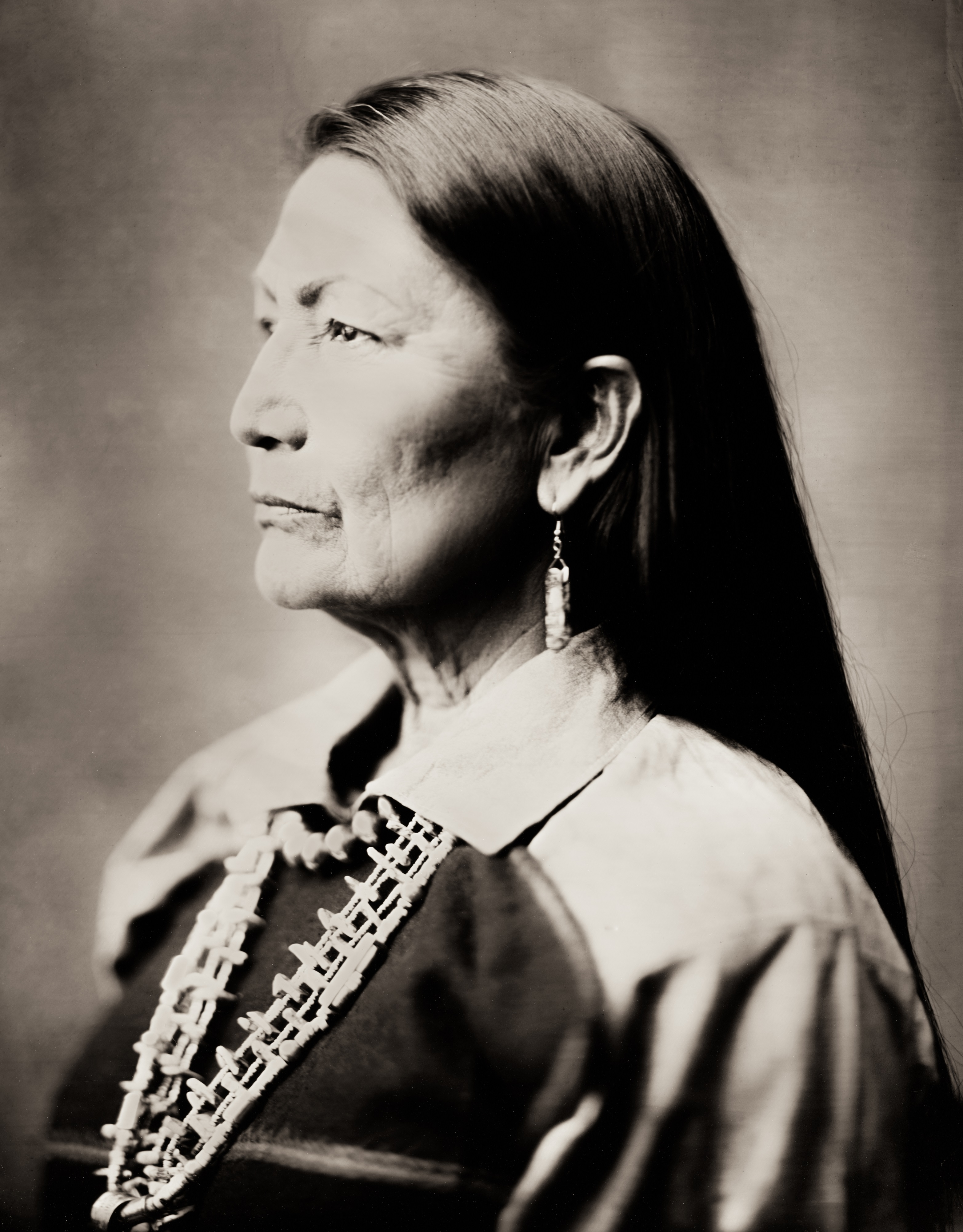
Deb Haaland in der traditionellen Kleidung des Laguna-Volkes (2019)

2014 trat Haaland als Mitkandidatin von Gary King erfolglos bei den Gouverneurs- und Vizegouverneurswahlen in New Mexico an. 2015 wurde sie zur Vorsitzenden der Demokraten in New Mexico gewählt.
Im November 2018 gelang ihr der Einzug als Abgeordnete in das Repräsentantenhaus der Vereinigten Staaten. Ihre Amtszeit begann am 3. Januar 2019; sie folgte dort Michelle Lujan Grisham nach, die zuvor zur Gouverneurin von New Mexico gewählt wurde. Im Repräsentantenhaus saß sie im Ausschuss für natürliche Ressourcen. Haaland und Sharice Davids waren die ersten Frauen indigener Abstammung, die als Abgeordnete in das Repräsentantenhaus gewählt worden war. Bei der Wahl 2020 konnte sie ihren Sitz im Repräsentantenhaus des 117. Kongresses erneut gewinnen. Haaland legte ihr Mandat am 16. März 2021 nieder. Ihre Nachfolge wird in einer Nachwahl bestimmt.
Sie war Mitglied in mehreren Kongress-Ausschüssen, unter anderem im Ausschuss für Streitkräfte, dem Ausschuss für Natürliche Ressourcen und dem Ausschuss für die Indigene Bevölkerung der USA. Sie hielt den Vorsitz in zwei weiteren Ausschüssen.

### Innenministerin der Vereinigten Staaten
Am 17. Dezember 2020 nominierte der gewählte Präsident Joe Biden Deb Haaland als neue Innenministerin. Am 15. März 2021 wurde ihre Nominierung für das Amt der Innenministerin der Vereinigten Staaten mit 51 zu 40 Stimmen durch den Senat bestätigt und Haaland wurde am 16. März 2021 als Ministerin vereidigt. Sie ist damit die erste indigene US-Ministerin.
Die Ernennung Deb Haalands zur Innenministerin gilt als Absage an die Öl- und Gasindustrie, geschütztes Land weiter auszubeuten. So untersteht ihr in dieser Rolle der Schutz bundeseigener Gebiete, darunter Nationalparks oder Reservate der indigenen Bevölkerung. Haaland, die selbst einem indigenen Volk angehört, kündigte an, bei diesem Schutz „unerbittlich“ zu sein und „für uns alle, für unseren Planeten, und all unser geschütztes Land“ einzutreten. Viele Vertreter indigener Stämme sehen in der Besetzung des Amts Grund für Hoffnung auf mehr Mitspracherecht und Einigungen zwischen dem Staat und den indigenen Völkern.
Schon 2021 hatte Haaland eine Studie in Auftrag gegeben, die die Auswirkungen der Internatspolitik auf die indigene Bevölkerung der USA untersuchen sollte; der Endbericht wurde im Sommer 2024 veröffentlicht und führte zu einer historischen Entschuldigung durch den US-Präsidenten.

## Ehrungen
- 2020: Nuclear-Free Future Award in der Kategorie „Besondere Anerkennung“[22]

## Verweise
- Deb Haaland im Biographical Directory of the United States Congress (englisch)
- Eintrag in Ballotpedia.org
- Offizielle Website von Deb Haaland
- Deb Haaland im Miller Center of Public Affairs der University of Virginia (englisch)
- A class of their own: The new women of Congress claim their space auf YouTube, abgerufen am 16. Januar 2019.